# 奥出雲おろち号

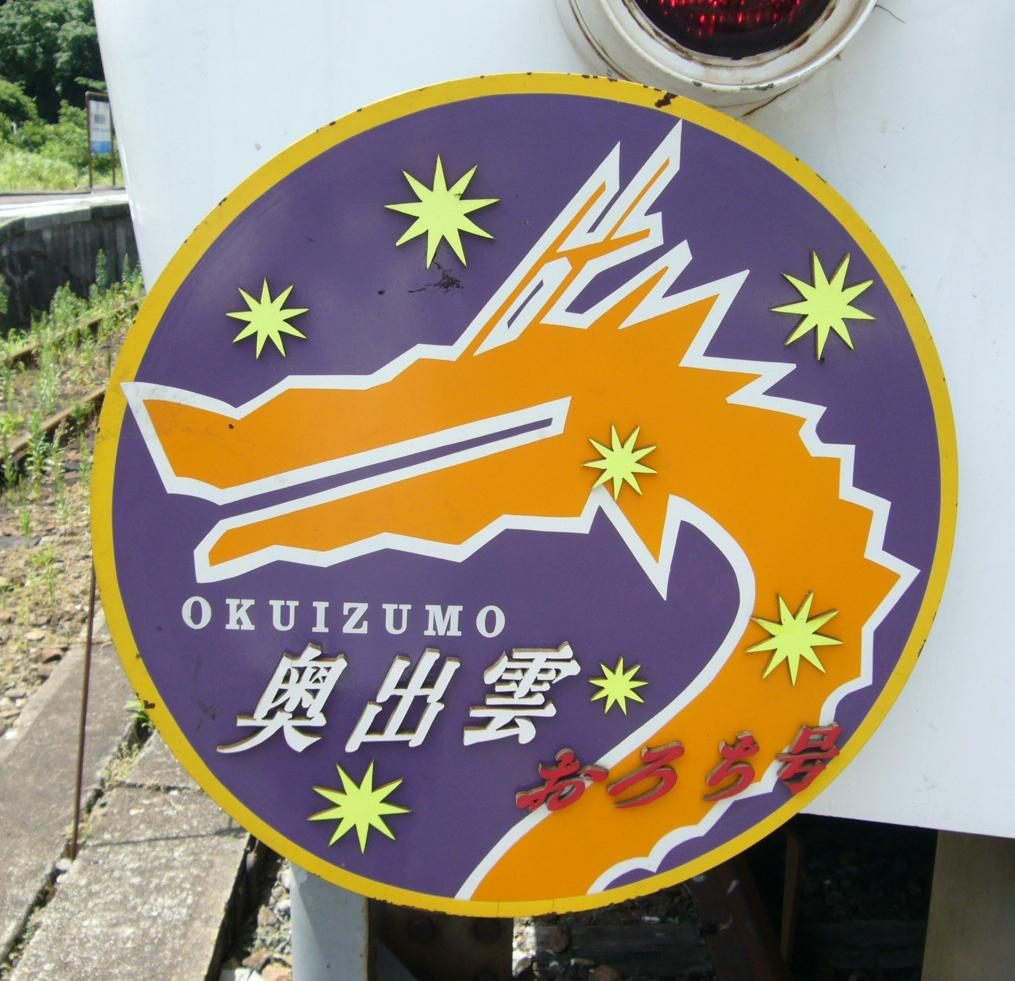
ヘッドマーク

奥出雲おろち号（おくいずもおろちごう）は、かつて西日本旅客鉄道（JR西日本）が木次線で運転していた臨時列車（観光列車）である。

## 概要
木次線の利用促進を目的として、JR西日本が1998年から運転を行っていたトロッコ列車である。2000年には、第7回しまね景観賞（工作物・その他部門優秀賞）を受賞した。
2005年度の利用者総数は19,770人（前年度比1,517人増）で1998年の運転開始以来最高であったが、2007年度は10月28日に2万人を突破し2004年7月21日に累計乗車数が10万人に達した。2010年度の利用者数は16,712人（乗車率72.1%）で、島根県外からの観光客が利用する人気列車として島根県を代表する観光資源として成長していた。
2009年度から出雲の國・斐伊川サミットが運行経費などを負担していた。2011年には「奥出雲おろち号」のマスコットキャラクターが決定された。
車両の老朽化に伴い、2023年11月23日をもって運行を終了した。その代替として観光列車「あめつち」が木次線へ乗り入れることがJR西日本と沿線自治体との協議で固まり、2024年4月7日から運転を開始した。

## 運行概況
4月から11月までの金曜日・土曜日・休日およびゴールデンウィークと夏休みならびに紅葉シーズンの平日に木次駅 - 備後落合駅間で1往復運転されていた。2010年度から日曜日を中心に備後落合行きのみ出雲市駅始発で延長運転されていた。
ダイヤは往路が午前中に、復路が午後に設定され、以前は広島県側からのアクセスには不便だったため、夏休み期間中は土曜日限定で「奥出雲だんだんおろち号」としてさらにもう1往復運転されていた（2007年・2008年は設定なし）。
当列車の運転にあわせ、車内や長時間停車駅では弁当や出雲そばなどの沿線の特産品が発売されていた。

### 停車駅
出雲市駅 → 直江駅 → 荘原駅 → 宍道駅 → 加茂中駅 → 出雲大東駅 → 木次駅 - 日登駅 - 下久野駅 - 出雲八代駅 - 出雲三成駅 - 亀嵩駅 - 出雲横田駅 - 八川駅 - 出雲坂根駅 - 三井野原駅 - 油木駅 - 備後落合駅
- 出雲市駅始発で運転される列車は、直江駅で特急「スーパーまつかぜ」の待避を行っていた。また、南宍道駅・幡屋駅・南大東駅には停車しなかった[16]。

### 使用車両
DE10形ディーゼル機関車 (1161) もしくはDE15形ディーゼル機関車（2558）と12系客車2両（スハフ12 801、スハフ13 801）が連結された3両編成で、車体デザインは銀河鉄道をイメージした白・青・灰色地に星模様を散らした塗装としていた。
DE15 2558は木次寄りの先頭に連結されており、運転当初から専用機関車として使用されていた。客車と同じく「奥出雲おろち号」の専用塗装であった。また冬季は除雪列車にも使用されるためラッセルヘッド取り付け部はそのまま残されていた。2021年度の運行終了後に廃車回送され米子支社管内からDE15が姿を消すこととなった。
DE10 1161は木次寄りの先頭に連結されており、2010年4月から専用機関車として使用されていた。こちらも客車と同じく「奥出雲おろち号」の専用塗装であった。
スハフ12 801はスハフ12 3001（←スハフ12 40）を改造した控車で、2号車として編成の中間に連結されていた。冷暖房とトイレ・洗面台が完備された控車で、座席は簡易リクライニングシートとなっていた。1号車の指定席番号で2号車の同じ座席が使用できた。2007年から2009年は2号車にも乗客を乗せていたため年間乗客数が2万人を超えていた。
スハフ13 801はスハフ12 148を改造した車両で、1号車として備後落合寄りの先頭に連結されるトロッコ車両であった。従来の車掌室部分の片側に運転室が新設され、もう片側は展望スペースに改造された。前面には前照灯とスカートとスノープラウが設置され、床下の給電用エンジンなどは撤去された。客室部分は窓のないオープン構造で、車内には不燃化木材が使用され、一部の座席は外側向きに設置されていた。照明はランプ風の照明としていた。後部の出入口は撤去されていた。

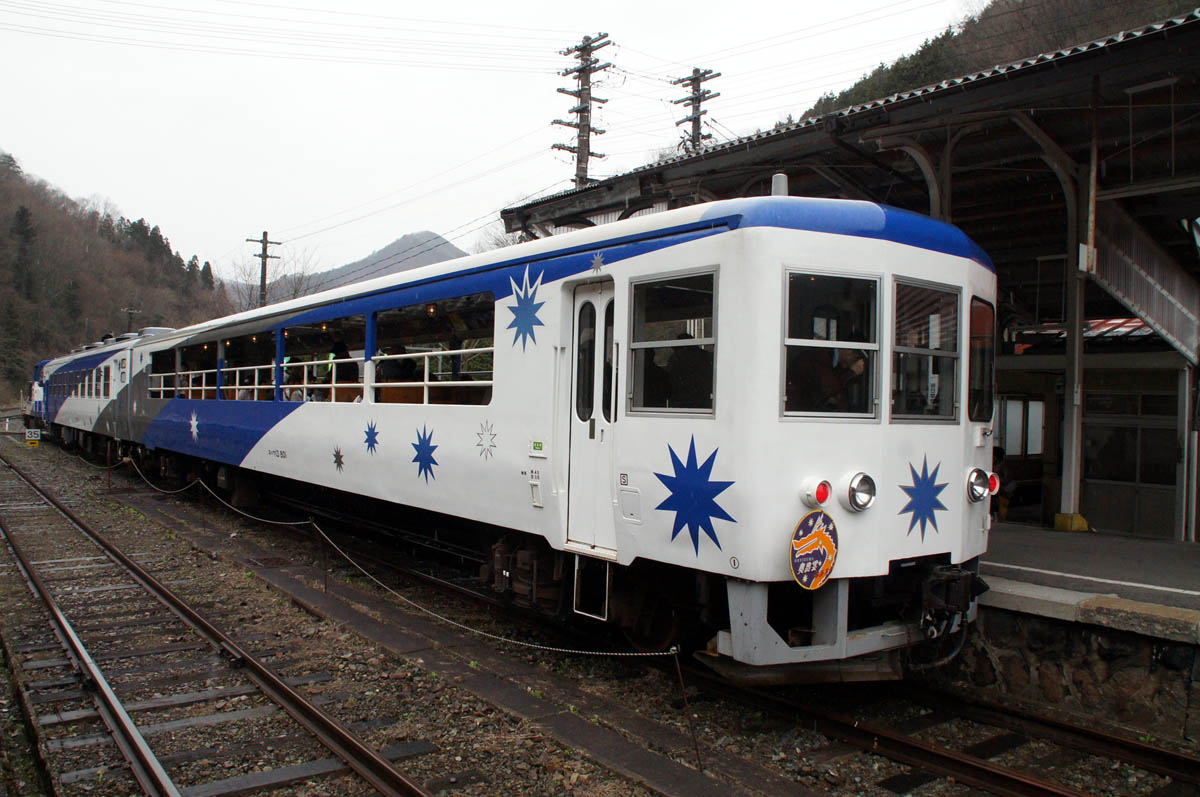
トロッコ車両（スハフ13 801）
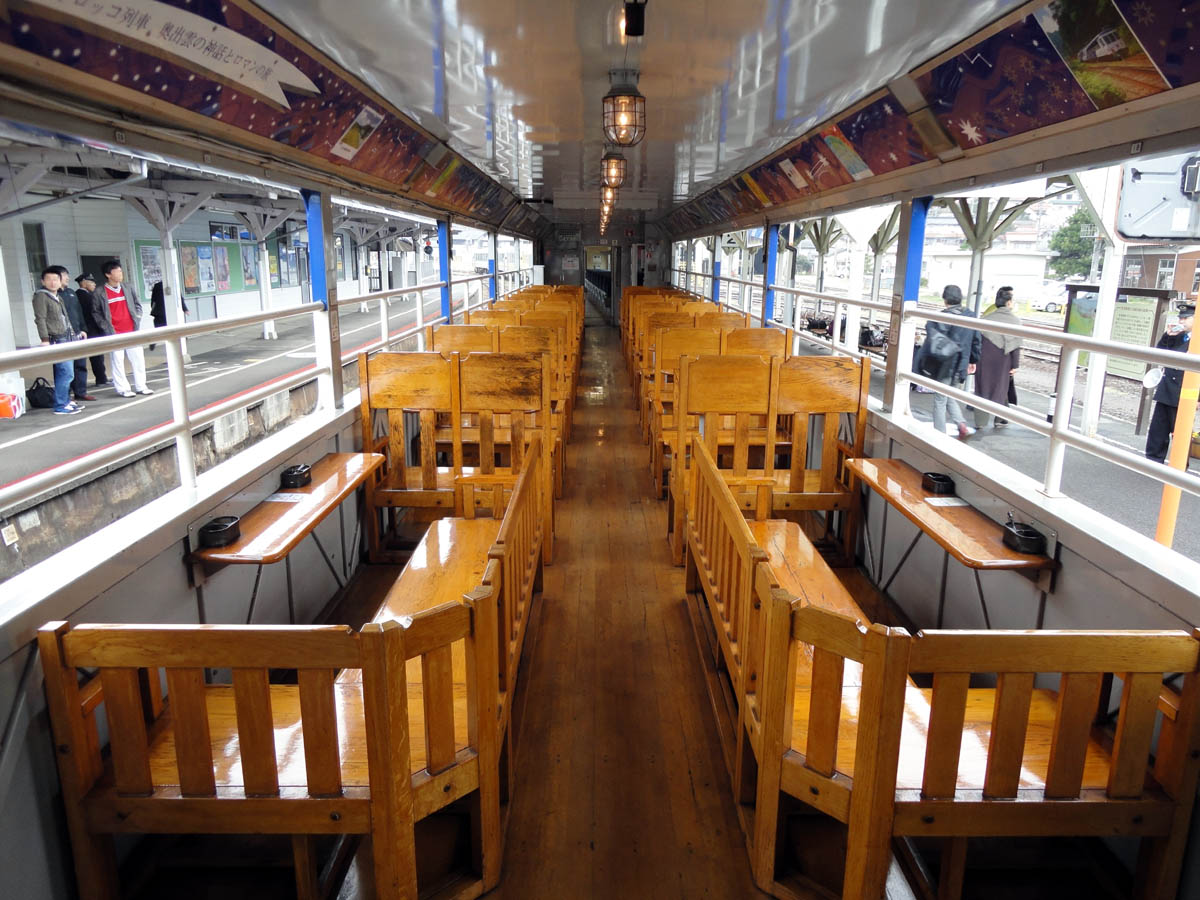
トロッコ車両の内装
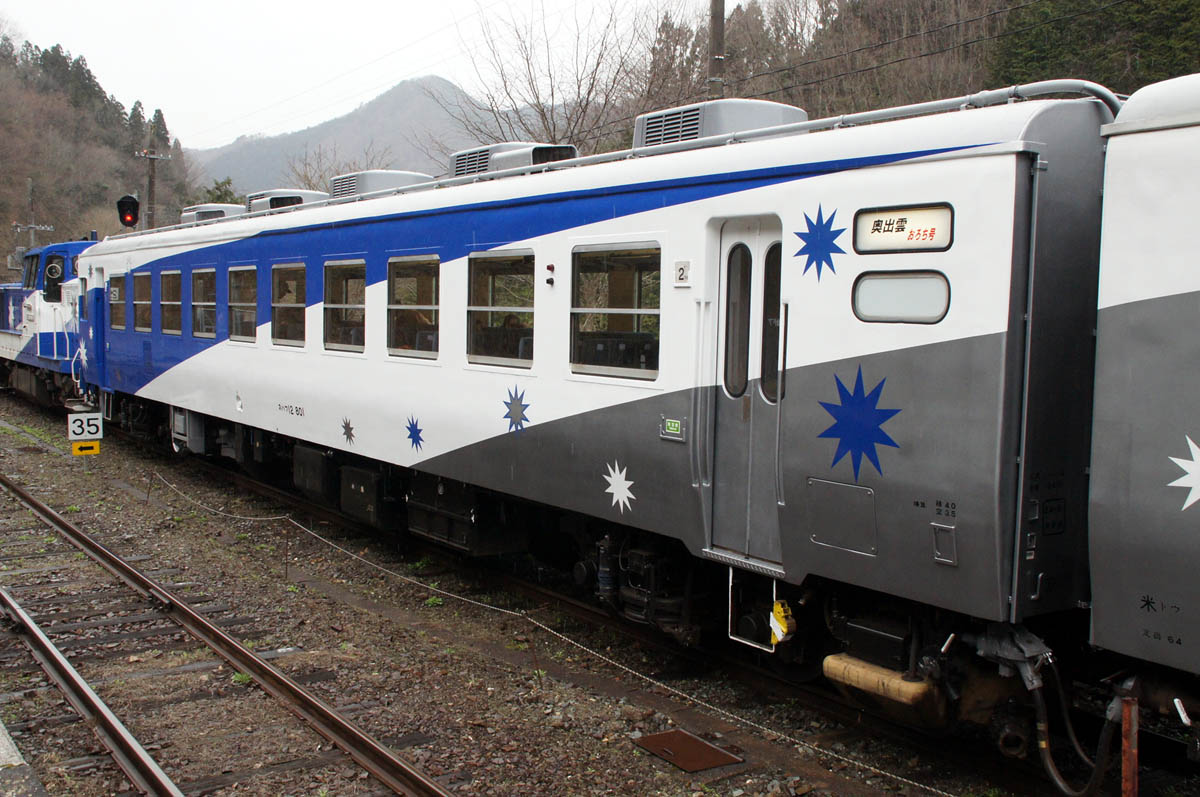
控車（スハフ12 801）
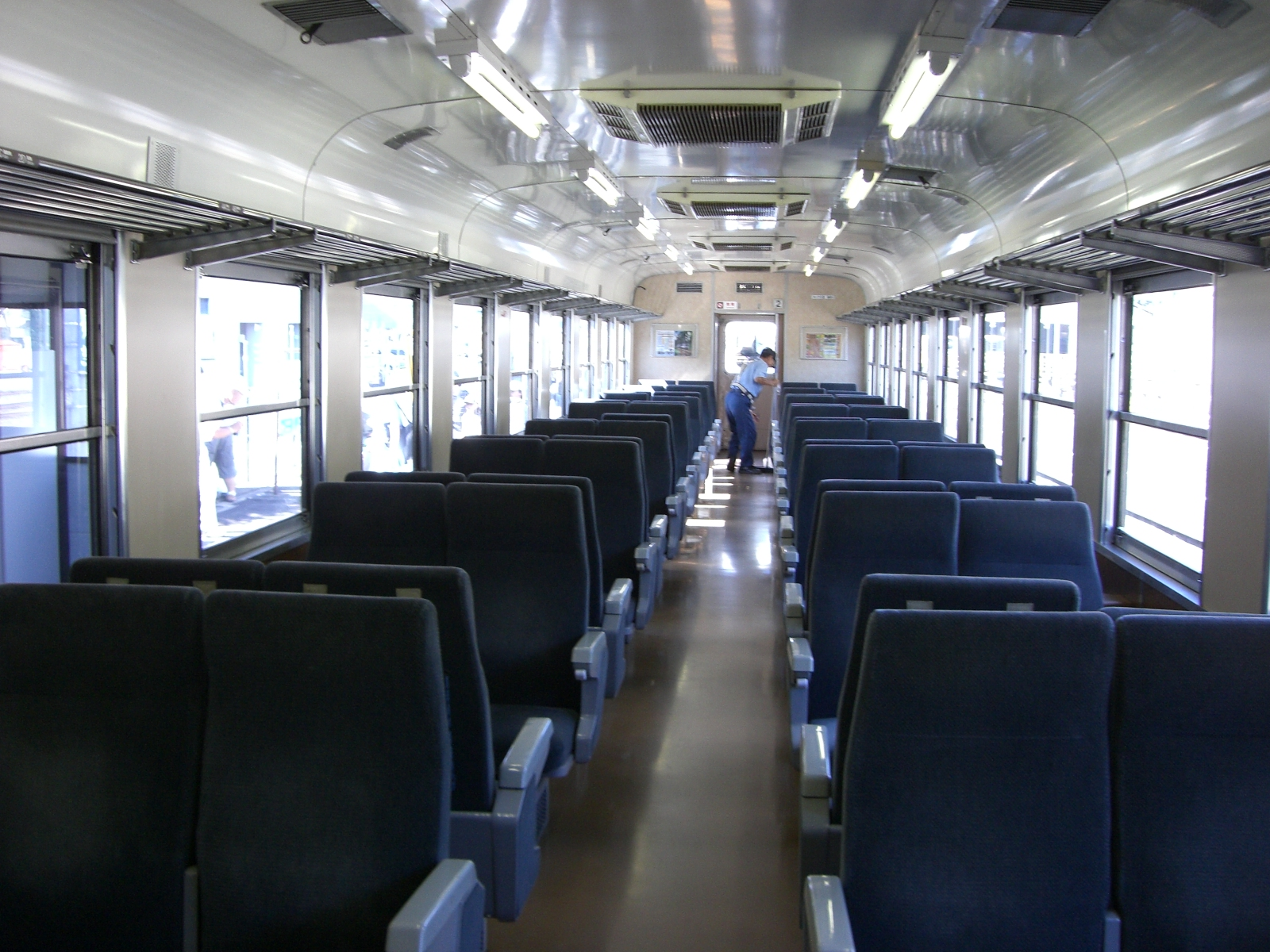
控車の車内
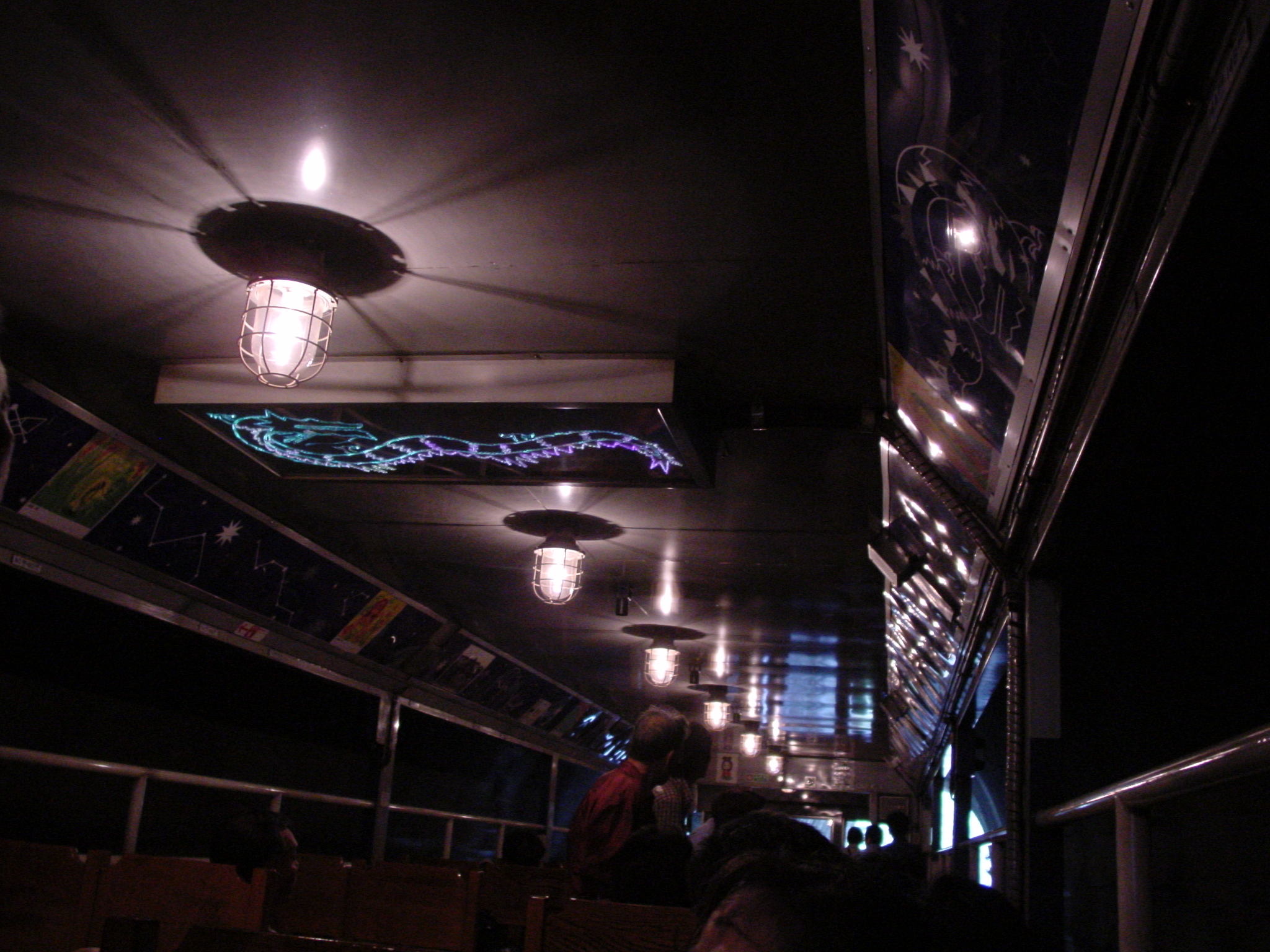
トンネル走行中は、おろちを象ったイルミネーションが天井に点灯する

## 沿革
- 1998年（平成10年）4月25日：木次駅 - 備後落合駅間に臨時快速「奥出雲おろち号」が運転開始[1]。
- 2002年（平成14年）7月6日 - 8月25日：期間中の土曜日・日曜日に松江駅 → 木次駅間で延長運転が実施[19]。松江駅 - 木次駅間は全車自由席で、この間の途中の停車駅は玉造温泉駅・宍道駅 - 木次駅の各駅。
- 2004年（平成16年）
  - 7月25日 - 8月29日：期間中の日曜日に「奥出雲だんだんおろち号」が運転[20]。
  - 11月15日 - 11月17日：「奥出雲おろち号」が芸備線の三次駅まで延長運転[21]。
- 2005年（平成17年）
  - 4月3日：松江駅 - 木次駅間延長運転列車の停車駅に来待駅が追加[22]。
  - 11月26日：広島駅に初めて乗り入れ。日本旅行主催旅行の、「トロッコ列車で行く木次線の紅葉と皆生温泉」によるもの。広島発木次行きの団体列車は、三次まで定期列車の時刻で運転された。その際に定期旅客に便宜を図るため、宮原総合運転所所属の12系客車1両を三次まで後ろに連結した[23]。
- 2007年（平成19年）12月2日：団体列車として広島駅に乗り入れ。芸備線内は定期列車の時刻で運転されたため、定期列車として宮原総合運転所所属の12系客車2両とDE10形ディーゼル機関車が連結された[24]。
- 2010年（平成22年）4月3日：片道延長運転の始発駅が出雲市駅になる[7][25]。
- 2023年（令和5年）11月23日：車両の老朽化により、運行終了[2][3][10][11]。